# Bent Hansen (kolarz)
Bent Kurt Hansen (ur. 21 października 1932 w Kopenhadze) – duński kolarz torowy, dwukrotny medalista mistrzostw świata.

## Kariera
Pierwszy sukces w karierze Bent Hansen osiągnął w 1962 roku, kiedy wspólnie z Prebenem Isakssonem, Kurtem vid Steinem i Kajem Jensenem zdobył srebrny medal w drużynowym wyścigu na dochodzenie podczas mistrzostw świata w Mediolanie. Razem z vid Steinem, Isakssonem i Leifem Larsenem zdobył na mistrzostwach świata w Liége w 1963 roku brązowy medal w tej samej konkurencji. W 1964 roku wystartował na igrzyskach olimpijskich w Tokio, gdzie wraz z kolegami zakończył rywalizację na piątej pozycji. Ponadto zdobył trzy tytuły mistrza Danii w tej konkurencji.